# Akodon mystax
Akodon mystax is een zoogdier uit de familie van de Cricetidae. De wetenschappelijke naam van de soort werd voor het eerst geldig gepubliceerd door Hershkovitz in 1998.

## Verspreidingsgebied
De soort wordt aangetroffen in Brazilië.